# 아웃포스트 (2008년 영화)
아웃포스트(Outpost)는 영국에서 제작된 스티븐 바커 감독의 2008년 공포, 액션 영화이다. 레이 스티븐슨 등이 주연으로 출연하였고 아라벨라 페이지 크로프트 등이 제작에 참여하였다.

## 출연

### 주연
- 레이 스티븐슨
- 줄리안 워드험

### 조연
- 리처드 블레이크
- 폴 블레어
- 브렛 팬시
- 줄리안 리벳
- 마이클 스마일리

## 제작진
- 미술: 고든 로저스
- 의상: 앨리슨 밋첼
- Ass-PD: 샤롯 웰스
- 배역: 케이트 플랜틴